# فيل كوني
فيل كوني (بالإنجليزية: Phil Cooney)‏ هو لاعب كرة قاعدة أمريكي، ولد في 14 سبتمبر 1882 في نيويورك في الولايات المتحدة، وتوفي في 6 أكتوبر 1957 في Sparrows Point, Maryland ‏ في الولايات المتحدة.